# Waldau
Waldau là một đô thị thuộc huyện Burgenland, bang Sachsen-Anhalt, Đức. Đô thị Waldau có diện tích 5,55 km², dân số thời điểm ngày 31 tháng 12 năm 2006 là 524 người.